# Tukums
Tukums è un comune della Lettonia appartenente alla regione storica della Semgallia di 33.608 abitanti (dati 2009).

## Località
Il comune è stato istituito nel 2009 ed è formato dalle seguenti località:
- Degole
- Džūkste
- Irlava
- Jaunsāti
- Lestene
- Pūre
- Sēme
- Slampe
- Tume
- Zentene
- Tukums